# Institut coréen pour l'unification nationale
L'Institut coréen pour l'unification nationale (ICUN) est un organisme de recherche fondé par le ministère sud-coréen de l'Unification dans le but officiel de hâter la réunification entre la Corée du Nord et la Corée du Sud. Il est basé à Séoul. M. Jae Jean Su (nommé le 6 août 2008) est son actuel président. Il est assisté dans sa tâche par Sun-Yung Shim et Kyung-Soo Lee.
Selon le site Internet de l'ICUN, « Tous les membres de L'ICUN font et feront tous les efforts pour contribuer à la réconciliation et la coopération inter-coréennes et pour aider à poser les fondations de la paix et de la prospérité de la péninsule coréenne.».
Dans les faits l'institut publie de nombreux rapports dénonçant la situation en Corée du Nord, principal ennemi de la Corée du Sud.

## Histoire
Sa création remonte au 1er août 1990.
L'ICUN a connu 8 différents présidents, de Byoung-Yong Lee (nommé le 3 janvier 1991) à l'actuel Jae Jean Su.

## Missions
L'ICUN se donne trois missions majeures :
- apporter des conseils avisés aux hommes politiques coréens
- façonner un large consensus entre les deux Corées
- mener des recherches promouvant la paix et la prospérité dans la péninsule coréenne tout entière

## Publications
L'Institut a publié plusieurs rapports traitant de la situation des deux Corées. Il a par exemple publié le 31 juillet 2009, un rapport traitant des conditions de vie quotidiennes des Coréens du nord, et un autre évaluant la stabilité du régime politique en Corée du Nord.